# Holochlamys beccarii
Holochlamys beccarii är en kallaväxtart som först beskrevs av Adolf Engler, och fick sitt nu gällande namn av Adolf Engler. Holochlamys beccarii ingår i släktet Holochlamys och familjen kallaväxter. Inga underarter finns listade.